# 細野助博
細野 助博（ほその すけひろ、1949年1月8日 - ）は、日本の経済学者。中央大学名誉教授。財務省財政制度等審議会委員。専門は産業組織論、公共政策論、コミュニティ政策、都市政策論。

## 来歴・人物
新潟県出身。
慶應義塾大学経済学部で加藤寛に師事。同大学院経済学研究科修士課程修了。
筑波大学大学院社会工学研究科都市・地域計画専攻博士課程単位取得満期退学。
日本ユニパック（現BIPROGY）研究員、帝京大学助教授などを経て、中央大学総合政策学部、大学院公共政策研究科教授。2007年から同大学院公共政策研究科委員長兼務。2013年より同大学院公共政策研究科委員長を再度兼務。2019年同大学院公共政策研究科の廃止とともに退任、名誉教授。
2014年日本公共政策学会会長。多摩ニュータウン学会前会長。学術・文化・産業ネットワーク多摩専務理事。

## 著書

### 単著
- 『どうなる・どうするポスト大店法』（日本実業出版社, 1991年）
- 『現代社会の政策分析』（勁草書房, 1995年）
- 『スマートコミュニティ』（中央大学出版部, 2000年）
- 『政策統計―「公共政策」の分析ツール』（中央大学出版部, 2005年）
- 『中心市街地の成功方程式』（時事通信出版局, 2007年）
- 『コミュニティの政策デザイン』（中央大学出版部, 2010年）

### 編著・監修
- 『実践コミュニティビジネス』（中央大学出版部, 2003年）

### 共編著
- （城山英明, 鈴木寛）『中央省庁の政策形成過程―日本官僚制の解剖』（中央大学出版部, 1999年）
- （城山英明）『続・中央省庁の政策形成過程―その持続と変容』（中央大学出版部, 2002年）
- （大重史朗）『消え去る大学！生き残る大学！！―ネットワーク多摩に見る、あるべき大学の姿』（中央アート出版社, 2009年）

### 訳書
- F.A.ハイエク（加藤寛, 林直嗣）『利潤、利子および投資 (ハイエク全集2)』（春秋社, 1990年）
- J.M.ラムザイヤー, F.ローゼンブルース（川野辺裕幸）『日本政治の経済学―政権政党の合理的選択』（弘文堂, 1995年）